# Congosorex phillipsorum
Congosorex phillipsorum és una espècie de mamífer de la família de les musaranyes (Soricidae) endèmica de Tanzània, a les muntanyes Udzungwa i es troba amenaçada per la pèrdua d'hàbitat.